# Christine Amertil
Christine Amertil (Nassau, Bahames, 18 d'agost de 1979) és una atleta bahamenya, especialista en la prova de relleus 4x100 m, amb la qual ha arribat a ser subcampiona mundial en 2009.

## Carrera esportiva
Al Mundial de Berlín 2009 va guanyar la medalla de plata en els relleus 4x100 m, amb un temps de 42,29 segons, després de les jamaicanes i per davant de les alemanyes, sent les seves companyes d'equip: Chandra Sturrup, Shenique Ferguson i Debbie Ferguson-McKenzie.